# DN73
De DN73 (Drum Național 73 of Nationale weg 73) is een weg in Roemenië. Hij loopt van Pitești via Mioveni, Câmpulung en Râșnov naar Brașov. De weg is 133 kilometer lang.

## Europese wegen
De volgende Europese weg loopt met de DN73 mee:
- Pitești - Brașov (gehele route)